# 15790 Keizan
15790 Keizan eller 1993 TC är en asteroid i huvudbältet som upptäcktes den 8 oktober 1993 av de båda japanska astronomerna Masaru Mukai och Masanori Takeishi vid YCPM Kagoshima Station. Den är uppkallad efter den japanska prästen Keizan Zenji.
Asteroiden har en diameter på ungefär 6 kilometer.